# Salvadoria sagittalis
Salvadoria sagittalis är en mångfotingart som beskrevs av Kraus 1954. Salvadoria sagittalis ingår i släktet Salvadoria och familjen Fuhrmannodesmidae. Inga underarter finns listade i Catalogue of Life.